# Francesco II de La Trémoille
Francesco de La Trémoille (1505 – 1541) è stato un nobiluomo francese della famiglia La Tremoille.
Era figlio di Carlo I de la Trémoille (ucciso nel 1515 nella battaglia di Marignano) e di Luisa di Coëtivy, e il nipote di Luigi II de la Trémoille e di Gabriella di Borbone.

## Titoli
Detenne il titolo di 36° visconte di Thouars (1525–1541). Gli altri suoi titoli erano principe di Talmont e conte di Taillebourg e conte di Guînes e conte di Benon e barone di Craon e barone di Royan e barone di Sully e barone di L'Ile-Bouchard e barone di Brandois e barone di Mauléon e barone di Mareuil e barone di Marans e barone di Rochefort e barone di Sainte-Hermine e barone di Doué.

## Biografia
La famiglia La Trémoille, ereditò la contea di Laval dopo la morte di Guido XX della famiglia Laval, l'ultimo rappresentante della linea diretta di quella contea. Questa eredità obbligo i discendenti di Anna di Laval e di Francesco de La Trémoille, a venire a stare sulle rive della Mayenne occasionalmente.
Il 31 ottobre 1537 Francesco perse la castellania di Rochefort. In effetti, un decreto del parlamento di Parigi, datato 10 marzo 1536, riuniva Rochefort con i suoi domini. Gli ufficiali reali, sempre attenti nel conservare gli interessi dei loro padroni, furono giustificati dalla tenacità della famiglia La Trémoille, dimostrato soprattutto da un debito reale di 18 000 scudi con la famiglia dopo la battaglia di Castillon nel 1453.

## Discendenza
Il 23 gennaio 1521 sposò Anna di Montfort-Laval (1505–1554), figlia di Guido XVI de Laval e di Carlotta di Napoli. Ebbero dieci figli:
- Luigi III de La Trémoille che succedette a suo padre,
- Francesco, conte di Benon e barone di Montagu († 1555), che sposò Françoise du Bouchet,
- Carlo, barone di Mauléon e barone di Marans, abate oi Saint-Laon.
- Giorgio, barone di Royan e barone di Olonne e (signore) di Saujon e di Kergolay († dicembre 1584), che sposò Maddalena di Lussemburgo (figlia di Francesco II visconte di Martigues; furono i genitori di Gilberto, barone e, poi, dall'ottobre 1592, marchese di Royan, e barone e poi dal gennaio 1600 conte di Olonne, che morì il 25 luglio 1603),
- Claudio, barone di Noirmoutiers e signore di Mornac, di Châteauneuf-sur-Sarthe, di Saint-Germain, di Buron, e di La Roche-Diré († 1566), che sposò Antonietta di Maillé,
- Luisa, baronessa di Rochefort († 1569) che sposò Filippo di Lévis,
- Giacomina, baronessa di Marans, di Sainte-Hermine, di Brandois, e di La Mothe-Achard († 1599), che sposò Luigi IV di Bueil, conte de Sancerre,
- Carlotta che diventò suora.